# Liste von CBS-Sendungen

Logo des Fernsehsenders CBS

Diese Liste von CBS-Sendungen enthält eine Auswahl aller Sendungen und Serien, die bei CBS in Erstausstrahlung ausgestrahlt werden bzw. wurden.

## Derzeitige Sendungen

### News- und Informationsmagazine
- seit 1948: CBS Evening News
- seit 1954: Face the Nation
- seit 1968: 60 Minutes
- seit 1979: CBS News Sunday Morning
- seit 1982: CBS Morning News
- seit 1988: 48 Hours
- seit 1992: Up to the Minute
- 1987–1999, seit 2012: CBS This Morning
- 1953–1961, seit 2012: Person to Person

### Dramaserien
- seit 2003: Navy CIS (NCIS)
- seit 2017: S.W.A.T.
- seit 2018: FBI
- seit 2020: FBI: Most Wanted
- seit 2021: The Equalizer – Schutzengel in New York (The Equalizer)
- seit 2021: FBI: International
- seit 2024: Elsbeth

### Comedyserien
- seit 2018: The Neighborhood
- seit 2021: Ghosts

### Realityshows
- seit 2000: Big Brother
- seit 2000: Survivor
- seit 2001: The Amazing Race
- seit 2010: Undercover Boss

### Spielshows
- seit 1972: The Price Is Right
- seit 2009: Let’s Make a Deal

### Late-Night-Formate
- seit 2015: The Late Late Show with James Corden
- seit 2015: The Late Show with Stephen Colbert

### Awardshows
- seit 1973: Die Grammy Awards
- seit 1975: Die People’s Choice Awards
- seit 1975: Die Daytime Emmy Awards
- seit 1997: Die Tony Awards
- seit 1998: Die Academy of Country Music Awards

### Seifenopern
- seit 1973: Schatten der Leidenschaft (The Young and the Restless)
- seit 1987: Reich und Schön (The Bold And The Beautiful)

### Talkshows
- seit 2010: The Talk

## Ehemalige Serien

### News- und Informationsmagazine
- 1979–1987: The Morning Program
- 1999–2012: The Early Show
- 1999–2005: 60 Minutes II
- 1951–1958: See It Now
- 1985–1989: West 57th
- 1954–1956: The Morning Show
- 1957–1959: Walter Cronkite with the News
- 1963–1979: CBS Morning News
- 1979–1987: Morning
- 1993–1995: Eye to Eye with Connie Chung
- 1960–1963: Eyewitness to History
- 1982–1992: CBS News Nightwatch

### Dramaserien
- 1948–1958: Studio One
- 1949–1950: Actors Studio
- 1949–1957: Mama
- 1950–1955: Danger
- 1951–1953: City Hospital
- 1951–1959: Schlitz Playhouse of Stars
- 1953–1954: Action in the Afternoon
- 1954: The Telltale Clue
- 1954–1955: The Public Defender
- 1954–1956: Captain Midnight
- 1954–1958: Climax!
- 1954–1971: Lassie
- 1955–1956: Drei gute Freunde (The Adventures Of Champion)
- 1955–1957: The 20th Century Fox Hour
- 1955–1975: Rauchende Colts (Gunsmoke)
- 1957–1963: Have Gun – Will Travel
- 1957–1966: Perry Mason
- 1958–1959: Yancy Derringer
- 1958–1960: Der Texaner (The Texan)
- 1958–1961: Josh (Wanted: Dead or Alive)
- 1959–1960: Hotel de Paree
- 1959–1960: Johnny Ringo
- 1959–1960: Menschen im Weltraum (Men Into Space)
- 1959–1960: Mr. Lucky
- 1959–1964: Twilight Zone
- 1959–1966: Tausend Meilen Staub (Rawhide)
- 1960–1964: Route 66
- 1961: The Investigators
- 1961–1965: Preston & Preston (The Defenders)
- 1962–1963: The Real McCoys
- 1963–1964: Das große Abenteuer (The Great Adventure)
- 1965: For the People
- 1965–1968: Verschollen zwischen fremden Welten (Lost in Space)
- 1965–1970: Verrückter wilder Westen (Wild Wild West)
- 1966–1969: Daktari
- 1966–1973: Kobra, übernehmen Sie (Mission: Impossible)
- 1967–1968: Der Marshall von Cimarron (Cimarron Strip)
- 1967–1969: Mein Freund Ben (Gentle Ben)
- 1967–1975: Mannix
- 1968–1980: Hawaii Fünf-Null (Hawaii Five-O)
- 1969–1976: Medical Center
- 1971–1976: Cannon
- 1972–1981: Die Waltons (The Waltons)
- 1972–1983: M*A*S*H
- 1973–1974: Shaft (Shaft!)
- 1973–1978: Kojak – Einsatz in Manhattan (Kojak)
- 1973–1980: Barnaby Jones
- 1975: Kate McShane – Rechtsanwältin (Kate McShane)
- 1975–1977: The Secrets of Isis
- 1976–1977: Executive Suite
- 1977: Rafferty
- 1977–1978: The Fitzpatricks
- 1977–1978: Logan’s Run
- 1977–1979: The Amazing Spider-Man
- 1977–1979: Wonder Woman
- 1977–1982: Lou Grant
- 1977–1982: Der unglaubliche Hulk (The Incredible Hulk)
- 1978–1979: Kaz & Co (Kaz)
- 1978–1979: The Paper Chase
- 1978–1981: The White Shadow
- 1978–1991: Dallas
- 1979: Big Shamus, Little Shamus
- 1979: Brennen muss Salem (Salem’s Lot)
- 1979: California Fever
- 1979: Young Maverick
- 1979–1980: Captain Paris (Paris)
- 1979–1985: Ein Duke kommt selten allein (The Dukes of Hazzard)
- 1979–1986: Trapper John, M.D.
- 1979–1993: Unter der Sonne Kaliforniens (Knots Landing)
- 1980: Hagen
- 1980–1981: Enos
- 1980–1981: Secrets of Midland Heights
- 1980–1988: Magnum (Magnum P.I.)
- 1981: Riker
- 1981–1982: Mr. Merlin
- 1981–1982: Nurse
- 1981–1989: Simon & Simon
- 1981–1990: Falcon Crest
- 1982–1983: Detektei mit Hexerei (Tucker’s Witch)
- 1982–1983: Frank Buck – Abenteuer in Malaysia (Bring ’Em Back Alive)
- 1982–1988: Cagney & Lacey
- 1983–1984: Computer Kids
- 1983–1987: Agentin mit Herz (Scarecrow and Mrs. King)
- 1984: Caulfields Witwen – Ein Duo mit Charme (Partners In Crime)
- 1984–1986: Airwolf
- 1984–1986: Die Fälle des Harry Fox (Crazy Like a Fox)
- 1984–1996: Mord ist ihr Hobby (Murder, She Wrote)
- 1985: Otherworld
- 1985–1986: T.J. Hooker
- 1985–1989: Der Equalizer – Der Schutzengel von New York (The Equalizer)
- 1985–1989: The Twilight Zone – Unbekannte Dimensionen (The Twilight Zone)
- 1986: Bridges to Cross
- 1986: Kay O’Brien
- 1986–1987: Downtown
- 1986–1987: The Wizard
- 1987: Shell Game
- 1987–1988: Frank’s Place
- 1987–1988: Privatdetektiv Harry McGraw (The Law & Harry McGraw)
- 1987–1988: Die unschlagbaren Zwei (The Oldest Rookie)
- 1987–1990: Kampf gegen die Mafia (Wiseguy)
- 1987–1990: NAM – Dienst in Vietnam (Tour of Duty)
- 1987–1990: Die Schöne und das Biest (Beauty and the Beast)
- 1987–1992: Jake und McCabe – Durch dick und dünn (Jake and the Fatman)
- 1988: Blue Skies
- 1988–1989: Dirty Dancing
- 1989: Das Geheimnis der Delphine (Dolphin Cove)
- 1989: Jesse Hawkes
- 1990: The Bradys
- 1990: Hardball und Gomez (Grand Slam)
- 1990–1991: Fernsehfieber (WIOU)
- 1990–1991: Flash – Der Rote Blitz (The Flash)
- 1990–1991: Nur über meine Leiche (Over My Dead Body)
- 1990–1995: Ausgerechnet Alaska (Northern Exposure)
- 1991: The Antagonists
- 1991: Liebe auf Lebenszeit (Sons And Daughters)
- 1991–1993: Palm Beach-Duo (Silk Stalkings)
- 1992: Angel Street
- 1992: Männer in den besten Jahren (Middle Ages)
- 1992: Tequila und Bonetti (Tequila and Bonetti)
- 1992–1995: In der Hitze der Nacht (In the Heat of the Night)
- 1992–1996: Picket Fences – Tatort Gartenzaun (Picket Fences)
- 1993: Angel Falls
- 1993: Space Rangers
- 1993–1998: Dr. Quinn – Ärztin aus Leidenschaft (Dr. Quinn, Medicine Woman)
- 1993–2001: Diagnose: Mord (Diagnosis Murder)
- 1993–2001: Walker, Texas Ranger
- 1994–1995: Christy
- 1994–1995: Mode, Models und Intrigen (Cover Up)
- 1994–1995: Unter Verdacht (Under Suspicion)
- 1994–1996: Ein Mountie in Chicago (Due South)
- 1994–2000: Chicago Hope – Endstation Hoffnung (Chicago Hope)
- 1994–2003: Ein Hauch von Himmel (Touched By An Angel)
- 1995: New York News – Jagd auf die Titelseite (New York News)
- 1995–1996: American Gothic – Prinz der Finsternis (American Gothic)
- 1995–1996: Central Park West
- 1996: Das Seattle Duo (Mr. & Mrs. Smith)
- 1996–1999: Ein Wink des Himmels (Promised Land)
- 1996–2000: Allein gegen die Zukunft (Early Edition)
- 1996–2001: Nash Bridges
- 1997: New Orleans – Das Gesetz des Südens (Orleans)
- 1997–1998: Anthony Dellaventura, Privatdetektiv (Dellaventura)
- 1997–1998: Michael Hayes – Für Recht und Gerechtigkeit (Michael Hayes)
- 1997–2005: JAG – Im Auftrag der Ehre (JAG)
- 1998: Buddy Faro
- 1998: In guten wie in schlechten Tagen (To Have And To Hold)
- 1998–1999: L.A. Docs (L.A. Doctors)
- 1999–2000: Future Man (Now and Again)
- 1998–2000: Die glorreichen Sieben (The Magnificent Seven)
- 1998–2000: Martial Law – Der Karate-Cop (Martial Law)
- 1999–2002: Family Law
- 1999–2005: Für alle Fälle Amy (Judging Amy)
- 2000: City of Angels
- 2000–2002: That’s Life
- 2000–2004: The District – Einsatz in Washington (The District)
- 2000–2015: CSI: Vegas (CSI: Crime Scene Investigation)
- 2001: Citizen Baines
- 2001–2002: The Education of Max Bickford
- 2001–2002: Wolf Lake
- 2001–2003: The Agency – Im Fadenkreuz der C.I.A. (The Agency)
- 2001–2004: The Guardian – Retter mit Herz (The Guardian)
- 2002: First Monday
- 2002–2003: Presidio Med
- 2002–2003: Robbery Homicide Division
- 2002–2004: Hack – Die Straßen von Philadelphia (Hack)
- 2002–2009: Without a Trace – Spurlos verschwunden (Without a Trace)
- 2002–2012: CSI: Miami
- 2003: The Brotherhood of Poland, New Hampshire
- 2003: Queens Supreme
- 2003–2005: Die himmlische Joan (Joan of Arcadia)
- 2003–2010: Cold Case – Kein Opfer ist je vergessen (Cold Case)
- 2004: Century City
- 2004: Dr. Vegas
- 2004–2005: Clubhouse
- 2004–2013: CSI: NY
- 2005: Nemesis – Der Angriff (Threshold)
- 2005–2007: Close to Home
- 2005–2010: Ghost Whisperer – Stimmen aus dem Jenseits (Ghost Whisperer)
- 2005–2010: Numbers – Die Logik des Verbrechens (NUMB3RS)
- 2005–2020: Criminal Minds
- 2006: 3 lbs
- 2006: Smith
- 2006–2008: Jericho – Der Anschlag (Jericho)
- 2006–2008: Shark
- 2006–2009: The Unit – Eine Frage der Ehre (The Unit)
- 2007: Cane
- 2007: Viva Laughlin
- 2007–2008: Moonlight
- 2008: The Ex List
- 2008: Swingtown
- 2008–2009: Eleventh Hour – Einsatz in letzter Sekunde (Eleventh Hour)
- 2008–2011: Flashpoint – Das Spezialkommando (Flashpoint)
- 2008–2015: The Mentalist
- 2009: Harper’s Island
- 2009–2010: Three Rivers Medical Center (Three Rivers)
- 2009–2011: Medium – Nichts bleibt verborgen (Medium)
- 2009–2016: Good Wife (The Good Wife)
- 2009–2023: Navy CIS: L.A. (NCIS: Los Angeles)
- 2010: Miami Medical
- 2010–2011: The Defenders
- 2010–2020: Hawaii Five-0
- 2010–2024: Blue Bloods – Crime Scene New York (Blue Bloods)
- 2011: Chaos
- 2011: Criminal Minds: Team Red (Criminal Minds: Suspect Behavior)
- 2011–2012: A Gifted Man
- 2011–2014: Unforgettable
- 2011–2016: Person of Interest
- 2012: NYC 22
- 2012–2013: Vegas
- 2012–2019: Elementary
- 2013: Golden Boy
- 2013: Hostages
- 2013–2015: Under the Dome
- 2014: Intelligence
- 2014: Reckless
- 2014–2015: Extant
- 2014–2015: Stalker
- 2014–2018: Scorpion
- 2014–2019: Madam Secretary
- 2014–2021: Navy CIS: New Orleans (NCIS: New Orleans)
- 2015–2016: CSI: Cyber
- 2015–2016: Limitless
- 2015–2016: Supergirl
- 2015–2017: Zoo
- 2015–2018: Code Black
- 2016–2017: Criminal Minds: Beyond Borders
- 2016–2021: MacGyver
- 2016–2022: Bull
- 2017–2018: Wisdom of the Crowd
- 2017–2021: SEAL Team
- 2018–2019: Instinct
- 2018–2020: God Friended Me
- 2018–2024: Magnum P.I.
- 2019–2020: Evil
- 2019–2021: All Rise – Die Richterin (All Rise)
- 2019–2022: Blood & Treasure – Kleopatras Fluch (Blood & Treasure)
- 2020: Tommy
- 2021–2024: Navy CIS: Hawaiʻi (NCIS: Hawaiʻi)
- 2021–2024: CSI: Vegas

### Comedyserien
- 1950–1958: The George Burns and Gracie Allen Show
- 1950–1964: The Jack Benny Program
- 1951–1957: I Love Lucy
- 1952–1953: My Little Margie
- 1954–1959: December Bride
- 1954–1960: Vater ist der Beste (Father Knows Best)
- 1955–1956: The Honeymooners
- 1955–1959: The Phil Silvers Show
- 1957–1958: Erwachsen müßte man sein (Leave It To Beaver)
- 1957–1958: The Eve Arden Show
- 1957–1960: The Lucy–Desi Comedy Hour
- 1957–1959: Mr. Adams and Eve
- 1959–1960: The Betty Hutton Show
- 1959–1962: Hennesey
- 1959–1963: Dennis, Geschichten eines Lausbuben (Dennis the Menace)
- 1959–1963: The Many Loves of Dobie Gillis
- 1960–1961: Angel
- 1960–1961: My Sister Eileen
- 1960–1961: The Tom Ewell Show
- 1960–1962: Pete and Gladys
- 1960–1968: Andy Griffith Show (The Andy Griffith Show)
- 1961–1962: Mrs. G. Goes to College
- 1961–1966: The Dick Van Dyke Show
- 1961–1966: Mr. Ed (Mister Ed)
- 1962–1968: Hoppla Lucy (The Lucy Show)
- 1962–1971: The Beverly Hillbillies
- 1963–1964: The New Phil Silvers Show
- 1963–1966: Mein Onkel vom Mars (My Favorite Martian)
- 1963–1970: Petticoat Junction
- 1964–1965: My Living Doll
- 1964–1966: The Munsters
- 1964–1967: Gilligans Insel (Gilligan’s Island)
- 1964–1969: Gomer Pyle, U.S.M.C.
- 1965–1966: Hazel
- 1965–1971: Green Acres
- 1965–1971: Ein Käfig voller Helden (Hogan’s Heroes)
- 1965–1972: Meine drei Söhne (My Three Sons)
- 1966–1967: It’s About Time
- 1966–1971: Lieber Onkel Bill (Family Affair)
- 1967: Immer wenn er Pillen nahm (Mr. Terrific)
- 1967–1968: Er und Sie (He & She)
- 1967–1968: Good Morning, World
- 1968–1973: Doris Day in … (The Doris Day Show)
- 1968–1974: Here’s Lucy
- 1969–1971: The Governor & J.J.
- 1969–1971: To Rome with Love
- 1970–1972: Arnie
- 1971: Viel Lärm um Sandy
- 1971: The New Andy Griffith Show
- 1971–1974: The New Dick Van Dyke Show
- 1971–1979: All in the Family
- 1972: Anna und der König von Siam (Anna And The King)
- 1972: The Sandy Duncan Show
- 1972–1973: Bridget und Bernie (Bridget Loves Bernie)
- 1972–1978: The Bob Newhart Show
- 1972–1978: Maude
- 1972–1983: M*A*S*H
- 1973: Calucci’s Department
- 1974–1978: Rhoda
- 1974–1979: Good Times
- 1975: Big Eddie
- 1975–1976: Bronk
- 1975–1977: Phyllis
- 1975–1984: One Day at a Time
- 1975–1985: Die Jeffersons (The Jeffersons)
- 1976–1985: Imbiss mit Biss (Alice)
- 1977–1978: The Betty White Show
- 1977–1978: We’ve Got Each Other
- 1978: Baby, I’m Back
- 1978: In the Beginning
- 1978–1979: Die liebestollen Stewardessen (Flying High)
- 1978–1982: WKRP in Cincinnati
- 1979: Hanging In
- 1979: Struck by Lightning
- 1979–1980: Shirley
- 1979–1982: House Calls
- 1979–1983: Archie Bunker’s Place
- 1980–1981: Flo
- 1980–1981: Ladies Man
- 1980: Checking In
- 1981: Park Place
- 1981–1982: The Two of Us
- 1981–1983: Private Benjamin
- 1982–1983: Gloria
- 1982–1990: Newhart
- 1982–1983: Square Pegs
- 1983: Ace Crawford, Private Eye
- 1983: Gun Shy
- 1983: Mein lieber Biber (The New Leave It To Beaver)
- 1983–1984: Goodnight, Beantown
- 1983–1985: After MASH
- 1984: Empire
- 1984: Maggie Briggs
- 1984–1985: Charles in Charge
- 1984–1989: Kate & Allie
- 1985–1986: Mary
- 1986: Fast Times
- 1986–1988: My Sister Sam
- 1986–1989: The Cavanaughs
- 1986–1993: Sugarbaker’s – Mann muss nicht sein (Designing Women)
- 1987: Roxie
- 1987: Take Five
- 1988: Annie McGuire
- 1988: Eisenhower and Lutz
- 1988: Miranda (Raising Miranda)
- 1988: Trial and Error
- 1988: The Van Dyke Show
- 1988–1998: Murphy Brown
- 1989: Heartland
- 1989–1991: Doctor Doctor
- 1989–1993: Major Dad
- 1990: Normal Life
- 1990: Sydney
- 1990–1991: Onkel Buck (Uncle Buck)
- 1990–1991: Wo brennt’s, Daddy? (The Family Man)
- 1990–1994: Daddy schafft uns alle (Evening Shade)
- 1991: Good Sports
- 1991: Teech
- 1991–1992: Die verrückten Royals (The Royal Family)
- 1991–1993: Brooklyn Bridge
- 1992: Grapevine
- 1992–1993: Golden Palace (The Golden Palace)
- 1992–1995: Küß’ mich, John (Hearts Afire)
- 1992–1995: Love & War
- 1993: The Boys
- 1993: Eine Klasse für sich (A League of Their Own)
- 1993: The Trouble with Larry
- 1993–1994: Guter Rat ist teuer (Good Advice)
- 1993–1999: Die Nanny (The Nanny)
- 1993–1994: Roll Out
- 1994: 704 Hauser
- 1994: Daddy’s Girls
- 1994: Muddling Through
- 1994–1995: Keiner kriegt die Kurve (The Boys Are Back)
- 1995: The George Wendt Show
- 1995: If Not for You
- 1995–1996: High Society
- 1995–1996: Die Liebe muß verrückt sein (Can’t Hurry Love)
- 1995–1996: Zwei Singles im Doppelbett (Almost Perfect)
- 1995–1995: Cybill
- 1996: Public Morals – Die Rotlicht-Cops (Public Morals)
- 1996–2000: Cosby
- 1996–2005: Alle lieben Raymond (Everybody Loves Raymond)
- 1997: Meego – Ein Alien als Kindermädchen (Meego)
- 1997–1998: Brooklyn South
- 1997–1998: George & Leo
- 1997–1998: The Gregory Hines Show
- 1998: Saras aufregendes Landleben (The Simple Life)
- 1998–2004: Becker
- 1998–2007: King of Queens (The King of Queens)
- 1999–2000: Love & Money
- 1999–2001: Ladies Man
- 2000–2001: Bette
- 2000–2001: Welcome to New York
- 2000–2006: Yes, Dear
- 2001: Some of My Best Friends
- 2001–2002: The Ellen Show
- 2002–2003: Baby Bob
- 2002–2006: Still Standing
- 2003: Charlie Lawrence
- 2003: My Big Fat Greek Life
- 2003–2015: Two and a Half Men
- 2004: The Stones
- 2004–2005: Center of the Universe
- 2004–2005: Listen Up!
- 2005–2006: Out of Practice – Doktor, Single sucht … (Out of Practice)
- 2005–2014: How I Met Your Mother
- 2006: Dating Alex (Courting Alex)
- 2006: Love Monkey
- 2006–2007: The Class
- 2006–2010: The New Adventures of Old Christine
- 2007–2013: Rules of Engagement
- 2007–2019: The Big Bang Theory
- 2008: Welcome to the Captain
- 2008–2009: Worst Week
- 2008–2010: Gary Unmarried
- 2009–2010: Aus Versehen glücklich (Accidentally on Purpose)
- 2010–2011: Shit! My Dad Says ($#*! My Dad Says)
- 2010–2016: Mike & Molly
- 2011: Mad Love
- 2011–2012: How to Be a Gentleman
- 2011–2017: 2 Broke Girls
- 2012: Partners
- 2012: Rob
- 2013–2021: Mom
- 2013–2014: The Crazy Ones
- 2013–2014: The Millers
- 2014: Friends with Better Lives
- 2014: Bad Teacher
- 2014–2015: The McCarthys
- 2015–2017: Odd Couple (The Odd Couple)
- 2015–2019: Life in Pieces
- 2016–2017: The Great Indoors
- 2016–2020: Man with a Plan
- 2016–2018: Kevin Can Wait
- 2017–2018: 9JKL
- 2017: Me, Myself & I
- 2018: Living Biblically
- 2018: Murphy Brown
- 2019–2020: Carol’s Second Act
- 2019–2021: The Unicorn
- 2019–2024: Bob Hearts Abishola
- 2020–2022: B Positive
- 2021–2022: United States of Al

### Seifenopern
- 1950–1952: The First Hundred Years
- 1951–1952: Search for Tomorrow
- 1951–1980: Love of Life
- 1952–2009: Springfield Story (Guiding Light)
- 1953–1957: Valiant Lady
- 1954–1955: Portia Faces Life
- 1954–1962: The Brighter Day
- 1956–1975: The Edge of Night
- 1957–1958: Hotel Cosmopolitan
- 1956–2010: Jung und Leidenschaftlich – Wie das Leben so spielt (As the World Turns)
- 1960–1961: Full Circle
- 1960–1962: The Clear Horizon
- 1967–1973: Love Is a Many Splendored Thing
- 1969–1973: Where the Heart Is
- 1982–1987: Capitol
- 1992: 2000 Malibu Road

### Late-Night-Formate
- 1993–2015: Late Show with David Letterman